# Jules Leguerrier
Jules Leguerrier OMI (* 18. Februar 1915 in Clarence Creek, Ontario, Kanada; † 8. Juni 1995) war ein kanadischer Ordensgeistlicher und römisch-katholischer Bischof von Moosonee.

## Leben
Jules Leguerrier trat der Ordensgemeinschaft der Oblaten der Unbefleckten Jungfrau Maria bei und empfing am 19. Juni 1943 das Sakrament der Priesterweihe. 
Am 21. April 1964 ernannte ihn Papst Paul VI. zum Titularbischof von Bavagaliana und zum Apostolischen Vikar von James Bay. Der Apostolische Nuntius in Brasilien, Erzbischof Sebastiano Baggio, spendete ihm am 29. Juni desselben Jahres die Bischofsweihe; Mitkonsekratoren waren der Apostolische Vikar von Labrador, Lionel Scheffer OMI, und der emeritierte Apostolische Vikar von James Bay, Henri Belleau OMI.
Leguerrier nahm an der dritten und vierten Sitzungsperiode des Zweiten Vatikanischen Konzils teil. Am 13. Juli 1967 wurde Jules Leguerrier infolge der Erhebung des Apostolischen Vikariats James Bay zum Bistum der erste Bischof von Moosonee. Papst Johannes Paul II. nahm am 26. November 1991 das von Leguerrier aus Altersgründen vorgebrachte Rücktrittsgesuch an.